# Паренский нож

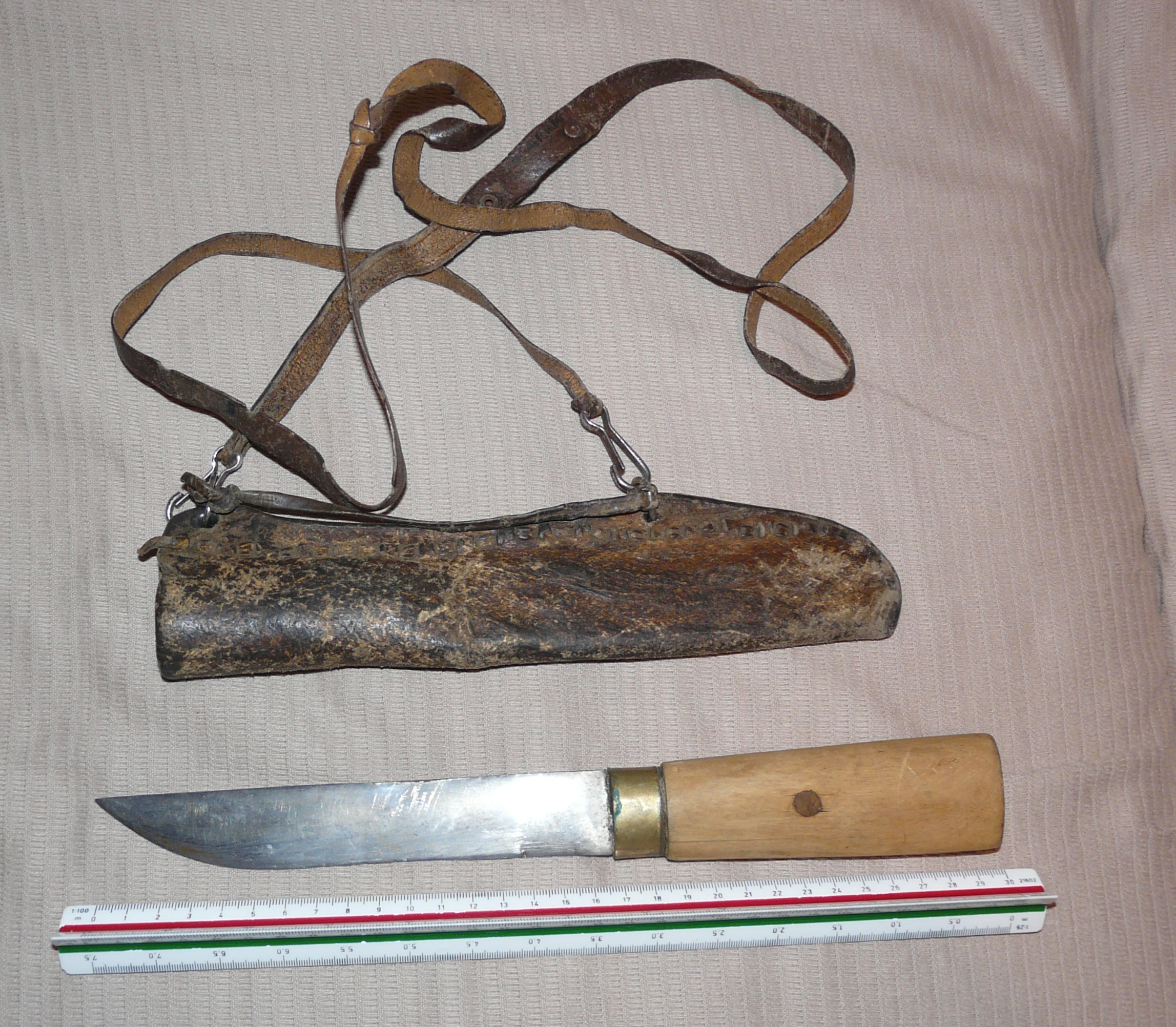
Паренский нож и ножны

Паренский (пареньский) нож (от названия села Парень на Камчатке) — разновидность традиционного северного ножа, изготавливаемая в корякском селе Парень, на берегу Пенжинской губы.

## Конструкция
В настоящее время под этим названием подразумевается одна из разновидностей традиционных ножей т. н. «северного» типа с клинком из гомогенной стали (как правило низкоуглеродистой), откованной вручную, с последующим «холодным наклёпом» участка вдоль лезвия шириной около 0,3-0,5 см. По идеологии использования и размерам, паренский нож близок к саамскому ножу «леуку». Однако форма клинка и рукояти — сильно отличаются. Прослеживается влияние дальневосточной традиции как в форме клинка, так и в форме и способе крепления рукояти.
Клинок: обух прямой, ширина клинка постоянна по длине клинка примерно на 2/3 — 3/4 общей длины клинка. К острию клинок сходится по сравнительно пологой дуге, имея ближе к острию практически прямолинейный участок режущей кромки, подходящий к острию под углом около 35-40 градусов, образуя выраженный колющий кончик. Форма клинка одинаково хорошо приспособлена и для реза, и для рубки. Достигается это выпуклой формой «спусков», в отличие от «леуку», имеющего плоские «спуски». Наличие парного малого ножа с узким клинком, применяемого в качестве шила, сверла и т. п. не является традиционным.
Рукоять паренского ножа — костяная (из бивня моржа или, гораздо реже, мамонта) или деревянная, имеет овальное несимметричное сечение («яйцо») и постоянное сужение от головки к оковке. Оковка чаще всего выполняется из полоски листовой латуни (кровельной оцинкованной стали), которая сворачивается в овальное кольцо. Концы полоски соединяются «кровельным замком» и/или пропаиваются. Иногда можно встретить паяную латунную оковку с «донцем». Выполняется рукоять из любой плотной древесины, как правило, прямослойной берёзы. Часто указываемая особенность паренского ножа, как разная твёрдость лезвия и обуха клинка, экспериментально пока не подтверждена.
Ножны. Имеется две разновидности ножен. Наиболее традиционная — деревянные ножны из двух половинок, скреплённых кожей.  Портупея часто сопровождается «рукояткой» для ношения ножа в руке. «Рукоятка» выглядит как короткий отрезок кожи, закреплённый к ножнам в тех же точках, что и портупея. Есть вариант, когда на «рукоятку» одевается шлейка, для ношения ножа на поясном ремне.
Ножны также могут быть выполнены из толстой сыромятной кожи морского зверя.

## История
Легенды относят начало производства ножей от [3000 лет д.н.э.] до XIX века, ножи завоевали широкую популярность у охотников и оленеводов. Популярность паренских ножей у коренного населения может подтвердить такой факт: в эвенкийском языке слово «нож» звучит как пуйталади, что означает «изделие паренских коряков» (пойталар).
Технология изготовления ножей неизвестна и считается утраченной. Высказываются предположения об использовании паренскими кузнецами низкотемпературной и (или) холодной ковки.

## Изготовление

Стадии производства клинка паренского ножа

В середине XX века зафиксирован следующий способ изготовления клинков: в обрезок обыкновенной стальной трубы (из низкоуглеродистой стали) засыпается измельчённый лом инструментальных, легированных, высоко- и среднеуглеродистых сталей, чугуна и т. п. (1), концы трубы расплющиваются и труба нагревается в кузнечном горне до сварочной температуры.
Проковкой из трубы образовывается пластина для будущих клинков (2), разнородный наполнитель при этом сваривается в подобие композиционной дамасской стали с обкладками, образованными стенками трубы. Далее полученная полоса разрубается повдоль на две половины (3), которые уже являются заготовками для клинков.
Формирование спусков, острия и хвостовика клинка и термомеханическая обработка завершают работу над клинком. Подобная технология позволяла получать сердцевину клинка с неравномерной структурой, включающей особо твёрдые зёрна и вязкие обкладки, защищающие клинок при ударных нагрузках и изгибах (4). Клинок паренского ножа сочетает в себе отменную режущую способность, износостойкость режущей кромки, механическую прочность и простоту заточки.
Очень устойчива легенда об использовании в прошлом во внутреннем слое паренских ножей швейных игл. Однако её стоит отнести к чистому вымыслу. Швейные иглы долгое время (вплоть до 70-х годов XX века) были достаточно дефицитным товаром. В начале XX века даже существовала технология ремонта игл, у которых обламывалось ушко.
Есть данные, полученные от геологов ГИНа, что во время Великой Отечественной войны, напротив села, сел на мель то ли шведский (что маловероятно, Швеция во время ВОВ в СССР ничего не поставляла), то ли американский (что более вероятно) сухогруз. Снять его не смогли, разгрузили, из листов обшивки население стало изготавливать примитивные ножи. Обшивка была качественная, на уровне стали У7. Ножи хорошо затачивались и хорошо работали по рыбе. Однако следует отметить, что данная легенда существует ещё в одном варианте, где шхуна называется японской, а время её затопления относят к периоду до ВОВ. Однако, этот вариант скорее является чистым вымыслом, так как корпуса японских шхун этого периода были деревянными.
Остальное — позднейшее мифотворчество, появившееся в конце 90-х годов, и призванное сформировать новый бренд. Следует отдельно отметить, что собственного производства металла в этом регионе никогда не было. Тем более, никто и ни в каких количествах железосодержащих руд там не добывал. Практика использования настоящего пареньского ножа, изготовленного в этом селе, показала, что никакими особыми выдающимися свойствами он не отличается, а хорошие пользовательские показатели — результат достаточно стандартных, а местами и весьма архаичных, технологических приёмов. 

## Наши дни
В настоящее время под названием паренских на Камчатке производятся украшенные ножи с использованием ценных материалов, художественной резьбы и т. д., то есть во главу угла ставится внешняя отделка. Нож, известный выдающимися рабочими качествами, превращён в дорогой сувенир. В то же время не угасает живой интерес к паренскому ножу как со стороны любителей, так и производителей ножей: паренский нож представляет собой раскрученный бренд, поддерживаемый многочисленными легендами, и возрождение легендарного изделия может стать коммерчески успешным.

## Фотографии

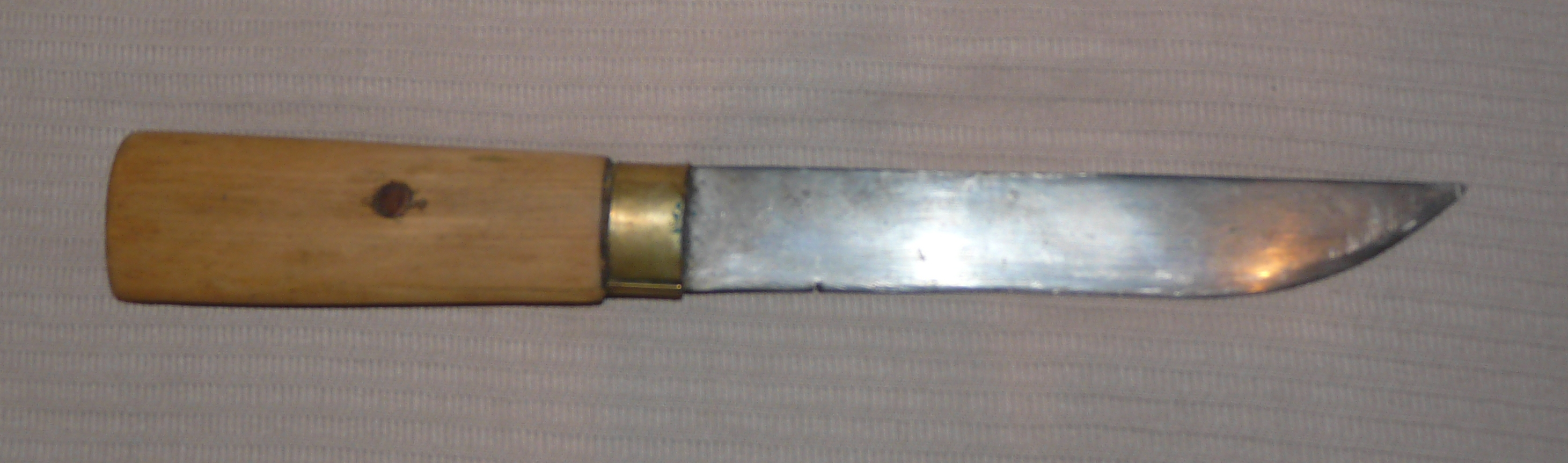
Паренский нож, вид сбоку
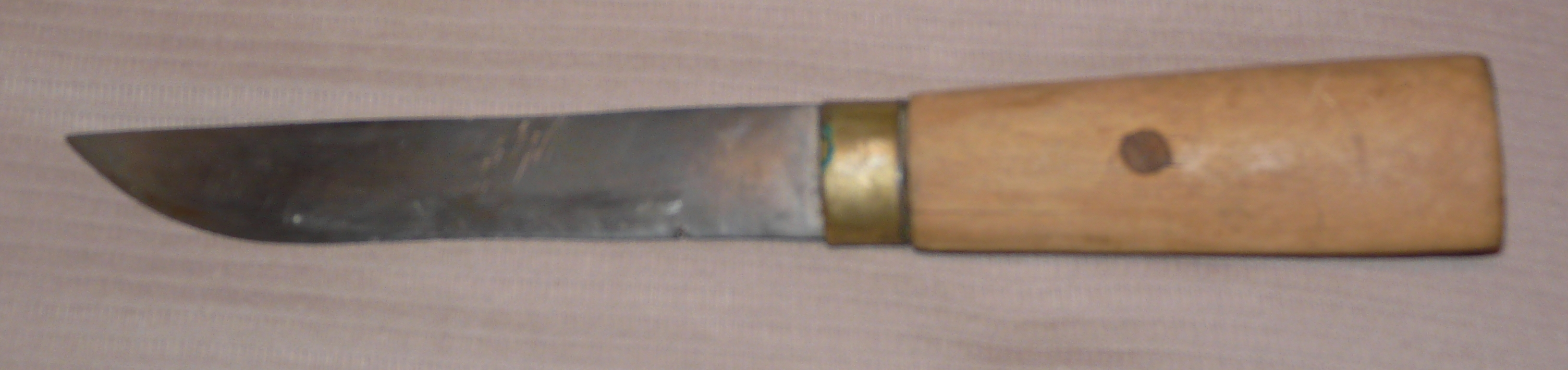
Паренский нож, вид сбоку
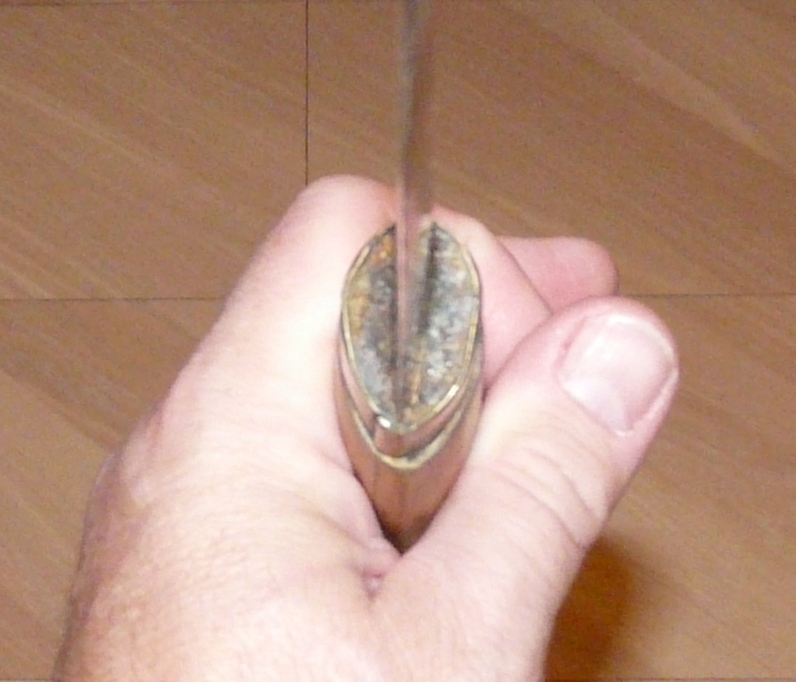
Паренский нож в руке, вид со стороны клинка
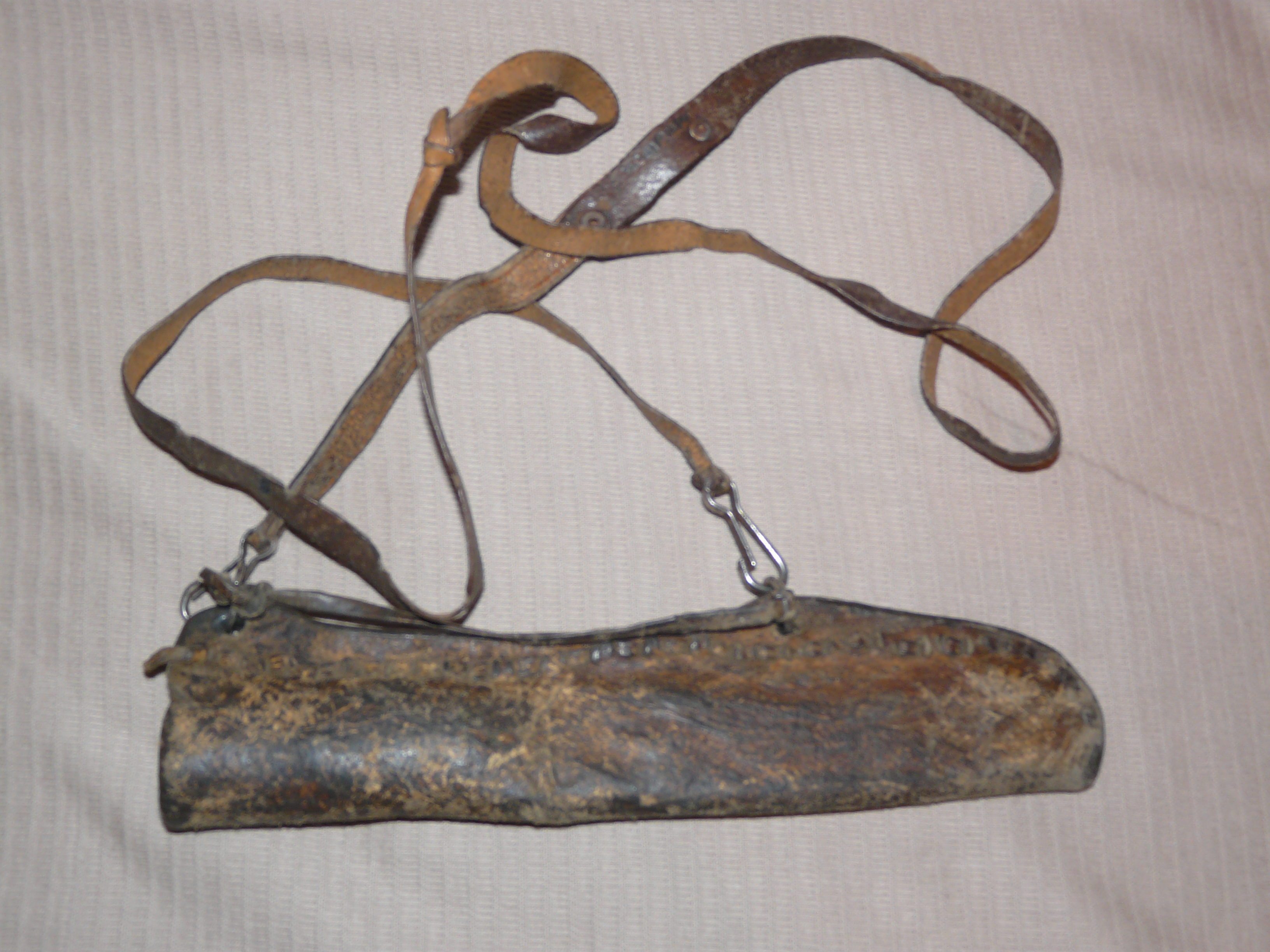
Ножны паренского ножа